# Simbad i la princesa
Simbad i la princesa (títol original en anglès The 7th Voyage of Sinbad) és una pel·lícula estatunidenca dirigida per Nathan Juran i estrenada l'any 1958. Està doblada al català.

## Comentaris
Cinta fantàstica amb heroi de conte de Les mil i una nits, que corre perills en llocs exòtics plens de criatures imaginàries. Abans que l'ordinador entrés a formar part important del món del cinema, els monstres de la pantalla es realitzaven amb una tècnica coneguda com a stop-motion, on en realitat, els éssers eren petits ninots de tot just 15 centímetres. El mèrit es deu a Ray Harryhausen, que va participar en el guió i és el responsable que els titelles de la pel·lícula, com el ciclop o el drac, semblin en pantalla gegantins monstres assassins.	

## Repartiment
- Kerwin Mathews: Simbad
- Kathryn Grant: la princesa Parisa
- Richard Eyer: Baronni, el geni de la làmpada
- Torin Thatcher: Sokurah, el mag
- Alec Mango: Caliph
- Danny Green: Karim
- Harold Kasket: Sultan
- Alfred Brown: Harufa
- Nana DeHerrera: Sadi
- Virgilio Teixeira: Ali

## Rebuda
La pel·lícula va tenir i continua tenint bones crítiques. Té una ràtio del 100% al lloc Rotten Tomatoes, amb moltes ressenyes que destaquen el seu valor nostàlgic. El crític Ken Hanke de Mountain Xpress l'anomena com "Material de la memòria d'infantesa del noi".
American Film Institute
- AFI's 100 Years...100 Thrills - Nominada[3]
- AFI's 100 Years...100 Heroes and Villains:
  - Simbad - Nominada[4]
- AFI's 10 Top 10 - Nominada pel·lícula de fantasia[5]